# Arborètum de Catalunya
L'Arborètum de Catalunya de Cabrils (Maresme) és un museu a l'aire lliure situat a l'Avinguda esportiva, 13-17, amb una superfície de 40.000 m2, on es poden contemplar tots els arbres autòctons de Catalunya, així com moltes de les espècies naturalitzades i conreades. A l'Arborètum es poden desenvolupar visites guiades i tallers per alumnes des de P-3 a 4t d'ESO.
Era gestionat per l'escola de natura Ursus. Actualment està tancat.
Pensat com una eina d'educació ambiental de primer ordre, trobem aquest bosc de més de 40.000 m2, on hi trobem els principals ecosistemes de Catalunya: Arbres, matolls, plantes i flora. Situat al municipi de Cabrils, dins del Parc de Serralada Litoral, és un lloc únic per a gaudir i estudiar la natura.